# Brâu (dans)
Brâul este un dans întâlnit în multe zone ale României, diferă însă ritmul și modul de execuție a pașilor. 
Brâul din Muntenia se dansează fie în cerc, fie pe pereche, ritmul fiind alert.
La coregrafia în cerc, fiecare dansator își sprijină mâinile pe umerii celorlalți, brațele sunt întinse, deplasarea se face de la stânga la dreapta. Pașii: cu picioarele ușor depărtate, se ridică piciorul stâng spre dreptul, apoi piciorul drept spre cel stâng, urmați de trei pași în lateral cu piciorul drept. Se reia coregrafia. Dansatorii mai experimentați pot executa și mișcări mai complexe, dar pasul și ritmul de bază rămân aceiași.

Brâul este jucat doar de bărbați.